# 新井敏康
新井 敏康（あらい としやす、1958年 - ）は、日本の数学者・論理学者。東京大学名誉教授、千葉大学名誉教授。専門は数学基礎論。国立情報学研究所教授の新井紀子は妻。
東京都生まれ。東京大学教養学部基礎科学科卒。筑波大学数学系大学院博士課程修了。理学博士。

## 略歴
- 1958年（昭和33年）- 東京都生まれ。
- 東京大学教養学部基礎科学科卒。
- 筑波大学数学系大学院博士課程修了[3]。
- 1987年（昭和62年）- 1991年（平成3年） - 名古屋大学理学部数学科助手。
- 1991年（平成3年）- 2001年（平成13年） - 広島大学総合科学部助教授。
- 2001年（平成13年）- 2007年（平成19年） - 神戸大学大学院自然科学研究科教授。
- 2008年（平成20年）- 2009年（平成21年） - 神戸大学大学院工学研究科教授。
- 2009年（平成21年）- 2017年（平成29年） - 千葉大学大学院理学研究科教授。
- 2017年（平成29年）- 2019年（平成31年） - 千葉大学大学院理学研究院教授。
- 2019年（平成31年）- 2024年（令和6年） - 東京大学大学院数理科学研究科教授。

## 著作

### 図書
- 新井紀子 共著『計算とは何か』東京図書〈math stories〉、2009年10月。ISBN 978-4-489-02054-4。
- 『数学基礎論』岩波書店、2011年5月18日。ISBN 978-4-00-005536-9。[4]
- 『集合・論理と位相』東京図書、2016年11月10日。ISBN 978-4-489-02249-4。
- Ordinal Analysis with an Introduction to Proof Theory. Springer. (2020). ISBN 978-981-15-6458-1
- 『数学基礎論 増補版』東京大学出版会、2021年4月12日。

### 記事
- 新井敏康「ゲーデルの無矛盾性証明」『現代思想　2007年2月臨時増刊号（総特集 ゲーデル）』第35巻第3号、青土社、2007年3月、82-93頁、ISBN 978-4-7917-1160-4。